# Noruega nos Jogos Olímpicos de Verão de 2000
A Noruega participou dos Jogos Olímpicos de Verão de 2000 em Sydney, Austrália.